# Pep Gimeno "Botifarra"
Josep Gimeno i Montell, conocido artísticamente como Pep Gimeno «Botifarra» o «El Botifarra» , (Játiva, 19 de marzo de 1960) es un músico y cantaor de Canto valenciano (Cant valencià d'estil y albaes), reconocido por su labor de recopilación y conservación de la cultura musical tradicional valenciana.

## Trayectoria artística
Es originario de Játiva, nacido concretamente en el barrio de la Jueria en una familia apodada «Botifarra», de adolescente debutó en las albaes de la calle Puig de su ciudad natal. Su abuela materna, Otilia Borredà, originaria de Benigánim, y fue la primera en enseñarle canciones populares valencianas.
El guitarrista de Játiva Emili Vera fue decisivo en sus inicios: en los años 70 lo acogió en el grupo de danzas Sarau, donde conoció a la que sigue siendo su pareja artística Lola Tortosa (La De la Torre), en la Escuela de Danzas de Játiva y en el grupo Ball a Banda. Entre 2006 y 2014 fue pieza importante de su rondalla, también le animó a grabar su primer disco en 2006: Si em pose a cantar cançons... En los años 80 aprendió más de cincuenta  canciones populares y romances tradicionales de la Costera, Valle de Albaida y la Ribera directamente de boca de ancianos, con lo que se convirtió en depositario de esa cultura de transmisión oral en vías de extinción. Una docena de esas piezas las grabó en 1985 en el único disco de "Sarau": Balls i cançons de la Costera, el cual tuvo una importante repercusión en el mundo de la musica en valenciano debido a su calidad. En él, Botifarra ya interpreta un cant de batre (canto de siega), el cante con el que más se identifica. Fue durante esta época que con su trabajo y la ayuda de los suyos, asumió la voz de su pueblo, el pueblo valenciano.
En su querida Játiva, ciudad que describe como el corazón de la costera y allí donde renace de las cenizas su querido País Valenciano, siempre se habla de él como un personaje irrepetible, ya que nunca lo verás con un teléfono o coche, pero, si le preguntas, te puede recitar trabalenguas, canciones, romances y cuentos tradicionales de su cultura de memoria.
Botifarra se ha destacado como una de las voces más solicitadas de la canción de raíz tradicional valenciana solo o acompañado por la "Rondalla de la Costera" o el grupo "Ball a Banda", así como con grupos de danzas de la Ribera del Júcar, el Valle de Albaida o Safor.
En el 2013, participó en la banda sonora de la película "La Gallina", basada en un cuento de Mercè Rodoreda y dirigida por Manel Raga Raga. Que va a ser nominada a cuatro premios, Mejor cortometraje 2013 en los Venice Film Festival, Mejor cortometraje 2015 en los Gaudí Awards, Ganó el segundo premio a Mejor cortometraje 2015 en L'Afàs del Pi FIlm Festival y el actor Joaquín Climent ganó el premio "Lifetime Achievement" en los mismos premios.

## Discografía (en solitario o conjuntamente)[13]
- Pep Gimeno Botifarra: Si em pose a cantar cançons (Cambra Records, 2006)
- Pep Gimeno Botifarra: Te'n cantaré més de mil (Temps Record, 2009)
- Pep Gimeno Botifarra: & Quico el Célio, el Noi i el Mut de Ferreries: La barraca (Blau-Discmedi, 2011)
- Pep Gimeno Botifarra: & Unió Musical la Nucia: Botifarra a banda (Autoedició, 2012)
- Pep Gimeno Botifarra: & Spanish Brass Luur Metalls d'Estil: Metalls d'estil (SB Produccions, 2013)
- Pep Gimeno Botifarra: Ja ve Nadal (Bureo Músiques, 2014)
- Pep Gimeno Botifarra, Hilari Alonso, Xavier de Bétera y Naiet Cirerer: Home romancer (Més de Mil, 2015)
- Pep Gimeno Botifarra & Pau Cháfer: A un home que ve del poble ningú fa baixar la cara (Autoedició, 2015)
- Pep Gimeno Botifarra & Ahmed Touzani: De banda a banda del Mediterrani  (Temps Record, 2018)
- Pep Gimeno & Pau Cháfer: Simfònic (2019)[14]

## Discografía (colaboraciones)[15]
- Sarau: Balls i cançons de la Costera (ValDisc, 1985)
- Xirimiters de Castelló de la Ribera: Anem de festa (Cambra Records, 1998)
- Xirimiters de Castelló de la Ribera: Cants de la terra (Cambra Records, 2000)
- Escola de Danses de Xàtiva: Cants i balls de la Costera (Caixa Ontinyent, 2000)
- Xirimiters de Castelló de la Ribera: Va de jota (2003)
- Néstor Mont: Sentit (Cambra Records, 2003)
- La Gossa Sorda: Vigila (2003)
- Sitja: La plaça de l'orat (2006)
- VerdCel: PaísViatge (Cambra Records, 2006)
- Feliu Ventura: Alfabets de futur (2006)
- Ovidi Twins: A kabotaes (P.M. Produccions, 2006)
- Emili Someño: Penyal d'Ifach (autoedició, 2007)
- Les Folies de Carcaixent: De Carcaixent... i dolces (Cambra Records, 2007)
- Obrint pas: Coratge (2011)
- Orxata Sound System: 3.0 (2012)
- Alimara: Per Nadal, torrons (2014)
- La Trocamba Matanusca: Mandoro i Boruca (2015)
- Pepet i Marieta: La Via (2015)
- Artur Heras: No ficció. De pròpia veu (2016)
- Mox:  i rebomboris (2016)
- Roba estesa: Descalces (2016)
- Kepa Junkera: Fok (2017)
- Borriana Big Band: D'ací (2018)
- Jonatan Penalba: De soca-rel (2018)
- Tarquim: Mar endins (2018)
- Xavier de Bétera: Empremtes (2019)
- Hilari Alonso: A prop (2019)
- Miquel Gil: Geometries (2019)
- Feliu Ventura: Convocatòria (2019)
- Con Tony Molina y Pere Ródenas: Romanç de Sant Vicent (single digital, 2019)
- Christian Penalba: Canvis (2020)
- Ciudad Jara: Las nanas de Jara (2020)
- Miquel Pérez: Arrels (Gira 2021). Graba el tema L'hereu Riera junto a Bárbara López (cantante del grupo Mafalda)[16]

## Discos colectivos
- Gràcies Raimon (2009)
- Gràcies Ovidi (2011)
- Done'm l'asguilando!. Cançons populars del Nadal valencià (2015)
- Bressolant (2016)
- El Nadal del poble (2017)
- Cantant a Paco Muñoz (2019)